# 1081
1081 (MLXXXI) var ett normalår som började en fredag i den julianska kalendern.

## Händelser

### Maj
- 8 maj – Alfons VI av Kastilien gifter sig med Constance av Burgund.

### Okänt datum
- Korfu erövras från det bysantinska riket av Robert Guiscard, normandisk kung av södra Italien.
- Bysantinske kejsaren Nicephorus III besegras av Alexios I Komnenos, vilket avslutar den bysantinska mellanperioden av tronstridigheter och inleder den Komnenska dynastin.
- Alexios I hjälper till att försvara Albanien mot normanderna (detta är det första bevarade omnämnandet av Albanien), men besegras i Slaget vid Dyrrhachium.
- Byggandet av Odense domkyrka påbörjas.
- Normandernas invasion av Wales återupptas.

## Födda
- 1 december – Ludvig VI, kung av Frankrike 1108–1137
- Abbot Suger

## Avlidna
- 1 september – Eusebius av Angers, biskop i Angers.
- Nicephorus III, bysantinsk kejsare.
- S:t Bernard av Montjoux (eller Menthon), bergsklättrarnas skyddshelgon.
- Boleslav II av Polen.